# Paepalanthus lamarckii
Paepalanthus lamarckii är en gräsväxtart som beskrevs av Carl Sigismund Kunth. Paepalanthus lamarckii ingår i släktet Paepalanthus och familjen Eriocaulaceae. Inga underarter finns listade i Catalogue of Life.